# Volontà di Dio
La volontà di Dio è una nozione presente nella Bibbia ebraica, nel Nuovo Testamento e nel Corano, secondo la quale il libero arbitrio divino è la causa prima non  causata di tutto ciò che esiste.
Ciò si verifica nella creazione continua degli enti e nella divina provvidenza.

## Cristianesimo
Il Dio cristiano è onnipotente, onnisciente e onnipresente. Nonostante questi attributi divini, il libero arbitrio di Dio permette alle creature umane e angeliche di non obbedire alla Sua legge. Questa è la ragione posta alla base del problema del male.
Secondo Tommaso d'Aquino, Dio è il Sommo Bene. La Summa Theologiae afferma che "Dio solo è il bene per essenza". Pertanto, la libera volontà di Dio è sempre e permanentemente orientata e finalizzata al bene di ogni singola creatura, bene che coincide con la piena e perfetta realizzazione della propria essenza creata e finita.
La volontà degli enti tende genericamente al bene. La volontà delle creature razionali tende alla beatitudine che tale bene costituisce. La volontà di Dio tende al Sommo Bene, che è Dio stesso per essenza: dunque, la volontà di Dio tende a se stessa e, come il conoscere di Dio, ha per oggetto l'essenza divina. Per questo, in Dio l'essere, il conoscere e il volere si identificano. Dal momento che l'essenza divina è immutabile, lo è anche la Sua volontà: dunque, se Dio ha voluto creare gli enti una volta, permane anche la sua volontà di farli continuare a vivere e realizzarsi nell'essere.
Secondo Tommaso d'Aquino, " tutto quello che Dio vuole si attua; sebbene non avvenga quello che vuole con volontà antecedente". Da Giovanni damasceno riprende la distinzione tra volontà antecedente e volontà conseguente di Dio: la prima precede le azioni degli uomini (es. Timoteo 2,3-7: Dio vuole che tutti gli uomini si Salvino per vengano al riconoscimento della verità), mentre la seconda li segue.  Non tutti gli uomini si salvano in conseguenza dei loro peccati: la volontà conseguente di Dio, in quanto giudice giusto, è sempre realizzata, mentre non lo è quella precedente della salvezza universale.